# Vepridaphne
Vepridaphne é um gênero de gastrópodes pertencente a família Raphitomidae.

## Espécies
- Vepridaphne cestrum (Hedley, 1922)[2]